# Ларс Ерик Лундвал
Ларс Ерик Лундвал (швед. Lars-Eric Lundvall; Карлскога, 3. април 1934 — Гетеборг, 8. април 2020) био је шведски хокејаш на леду и хокејашки тренер који је током каријере играо на левокрилног нападача.
Највећи део играчке каријере провео је играјући за екипе Седертељеа и Фрелунде у којима је провео укупно 13 сезона играјући у Шведској лиги. Са оба тима је освојио по једну титулу националног првака (у сезонама 1955/56. и 1964/65), а током свих осам сезона проведених у Фрелунди уједно је био и капитен тима. По окончању играчке каријере наставио је тренерску каријеру и десет сезона је водио екипу Фрелунде. Због великих заслуга за клуб његов дрес са број 13 је повучен из употребе у Фрелунди. У два наврата је биран у идеалну поставу шведског првенства, у сезонама  1958/59. и 1959/60, а проглашен је и за најбољег шведског играча 1964. године.
Био је стандардни репрезентацивац Шведске за коју је у периоду између 1956. и 1965. одиграо 195 званичних утакмица уз учинак од 79 постигнутих голова. У том периоду, са репрезентацијом је освојио 5 медаља на светским првенствима, укључујући и две титуле светског првака (СП 1957. и СП 1962). Био је део шведског олимпијског тима на три узастопне Зимске олимпијске игре, а највећи успех остварио је на ЗОИ 1964. у Инзбруку где је шведски тим освојио сребрну медаљу.